# Tractat d'El Pardo (1761)
El Tractat d'El Pardo fou un tractat internacional signat el 12 de febrer de 1761 entre representants dels imperis espanyols i portuguesos.
Segons els termes del tractat, tots els punts del Tractat de Madrid (1750) foren anul·lats. Les raons d'aquest nou tractat eren les dificultats trobades durant els 1750s per establir una frontera clara entre les noves possessions espanyoles i portugueses a Amèrica del Sud sobre un enorme territori desconegut. Després de la Guerra Guaraní de 1756 i l'accessió al tron de Carles III d'Espanya el 1759, el rei espanyol va decidir que calia una revisió general dels tractats amb Portugal.
Aquest tractat no va restablir els antics acords de Tordesillas – Saragossa, però va afirmar que cada part conservaria les seves possessions reals. Així doncs, no va resoldre disputes pendents sobre què pertanyia exactament a qui, sinó que va servir perquè ambdues parts conservessin les seves possessions i reservessin els seus drets i pretensions a l'espera d'una solució definitiva. Al mateix temps, va provocar incertesa sobre l'estat dels compromisos territorials més antics, que van des de Tordesillas fins a la pau d'Utrecht (6 de febrer de 1715). Aquesta incertesa es va aixecar molt parcialment el 1777, després de la [[]] i la Segona expedició de Cevallos a Río Grande, quan els dos governs van arribar a un nou compromís mitjançant el Tractat de San Ildefonso (1 d'octubre de 1777). Aquest nou tractat implicava un nou intent de delimitar la frontera entre els dos imperis a Amèrica del Sud. Tot i que mai no es va aplicar completament, juntament amb els tractats de Madrid i El Pardo, va oferir el context de l'expansió portuguesa i posteriorment brasilera cap a l'oest al cor del continent.